# はやのん
はやのん（1975年7月13日 - ）は、日本の女性漫画家。2007年より「理系漫画家」を名乗っている。静岡県静岡市生まれ、沖縄県石垣市育ち。沖縄県立八重山高等学校、琉球大学理学部物理学科卒業。千葉大学大学院教育学研究科修士課程修了。理系漫画制作室株式会社代表作家・代表取締役。

## 来歴

### 出生〜大学時代
静岡県静岡市生まれ、沖縄県石垣市育ち。高校時代は文系であったが、琉球大学理学部物理学科に進学した。進学の動機は恋愛であったため、当時は卒業後の進路について明確な目標はなく、ゲームセンターや音楽スタジオに通い詰めていたという。

### 大学卒業後
大学卒業後に上京し、アルバイトや漫画家のアシスタントのほか雑誌のイラスト書くなどして収入を得ていた。24歳のときに《ゲーム批評》で連載を開始、その他《ファミ通》、《Nintendo DREAM》などのゲーム業界誌で仕事をするようになる。

### 2000年代
2000年には《子供の科学》にて挿絵を担当、2002年からは同誌にて『GOGO!ミルボ』の連載を開始し（2012年まで）、2007年より理系漫画家を名乗り始める。その後、大学や研究機関からの依頼も受けるようになり、研究広報業にも取り組むようになった。

### 2010年代
2008年より2016年まで《日刊工業新聞》にて『キラリ研究開発』を連載。2012年に「はやのん理系漫画制作室」として漫画スタジオを開業した。2013年より千葉大学大学院教育学研究科修士課程（英語教育専攻）に通い、2015年に修士（教育学）の学位を取得した。その他、応用物理学会男女共同・人材育成委員会委員や理科年表ジュニア編集委員、京都大学物質-細胞統合システム拠点（iCeMS）キャラバンメンバーを務めた。2015年より2016年まで受験雑誌《螢雪時代》にて『理系漫画家はやのんの 理系受験生が学びたい分野、発見！』を連載した。

### 2020年代
2020年より2023年まで《国立研究開発法人 科学技術振興機構HP》にてめざせ！国際科学オリンピック』を連載。国際化学オリンピック日本大会2021広報委員を務めた。2021年より現在まで《テルモ生命科学振興財団HP》にて『ドッキン！いのちの不思議調査隊』の連載中である。2024年5月1日、宮崎県西都市に理系漫画制作室株式会社を設立し、代表取締役に就任した。理系漫画制作室株式会社は、理系文系全分野の研究紹介漫画・絵・図の制作、研究広報、サイエンスイラストレーションに関する教育を提供する企業である。

## 関連人物
鈴木みそのアシスタントを務めていた期間があり、彼の著作である『おとなのしくみ』にも数回登場、photoshopというソフトを自在に操り、絵も描けるしプログラムも書けるという電脳アシさんであると紹介されている。

## 作品リスト
- ゲーれき2001年/2002年（ゲーム批評、マイクロデザイン）
- 気になったもんで（ファミ通PS2、エンターブレイン）
- すすめ!天任家族（ニンテンドードリーム、毎日コミュニケーションズ、2002年〜2013年）
- GOGO!ミルボ（子供の科学、誠文堂新光社、2002年〜2012年）
- …ってなんだ！？シリーズ（名古屋大学宇宙地球環境観測所、2003年〜2023年）
- こかよん→こかろく（子供の科学、誠文堂新光社）
- キラリ研究開発（日刊工業新聞、2008年〜2016年）
- Rikejoのオシャレ研究所（Rikejo、講談社、2008年〜2016年）
- 理科の探偵（Rika Tan、文一総合出版、2011年〜2012年）
- ニンテンドーDSソフト 鉄道ゼミナール（タイトー）
- めざせ！国際科学オリンピック(国立研究開発法人 科学技術振興機構、2020年〜2023年)
- ドッキン！いのちの不思議調査隊（テルモ生命科学振興財団、2021年〜）

### キャラクター・デザインなど
- 世界物理年2005、イメージキャラクター（2005年）[3]
- 物理チャレンジ（物理オリンピック日本選考会）、ポスター（2005年）[3]

### 書籍
- 『気になったもんで』（著者:はやのん）（2005年11月25日、ブロスコミックスEX） ISBN 4757725655
- 『いのちの不思議を考えよう(5) ドッキン！いのちの不思議調査隊』（編集:朝日新聞出版、監修:テルモ生命科学振興財団「生命科学DOKIDOKI研究室」、漫画:はやのん＋理系漫画制作室）（2023年3月20日、朝日新聞出版）ISBN 4023322822

## 参考資料
- 鈴木, みそ『おとなのしくみ』 3巻、エンターブレイン、2000年。ISBN 4-7577-0263-9。
- “理系漫画家はやのんプロフィール”. Science Manga Artist HAYANON-理系漫画家はやのん (2020年1月). 2024年10月2日閲覧。
- SPOTWRITE 公式（By LOOKME） (2020年2月28日). “「理系漫画家はやのん」が20年以上の漫画家人生で見つけた、働き続けるために大切なこと”. note. 2024年10月16日閲覧。